# Lipsí
Pour les articles homonymes, voir Morice Lipsi.
Lipsí (grec moderne : Λειψοί, parfois également orthographié Leipsoi), ou Lipsó (Λειψώ), est une île grecque du Dodécanèse dans l'est de la mer Égée située au sud de Samos et au nord de Léros.

## Géographie
Lipsi est à 13 km à l'est de Patmos, à 9 km au nord de Leros et à 5 km au sud d'Arki.
Lipsí, d'une surface d'environ 16 km2, est la seule île habitée d'un mini-archipel de 25 îlots de quelques dizaines de mètres carrés. Le point le plus élevé a une altitude de 277 m. La plupart des baies isolées et protégées comme celle de Moschato dans le nord de l'île, ont été utilisées par la pisciculture.
Dans la baie de Vroulia au nord, un projet de réserve naturelle protégée se met en place sous l'égide de l'Europe, financé en partie par des donateurs privés.

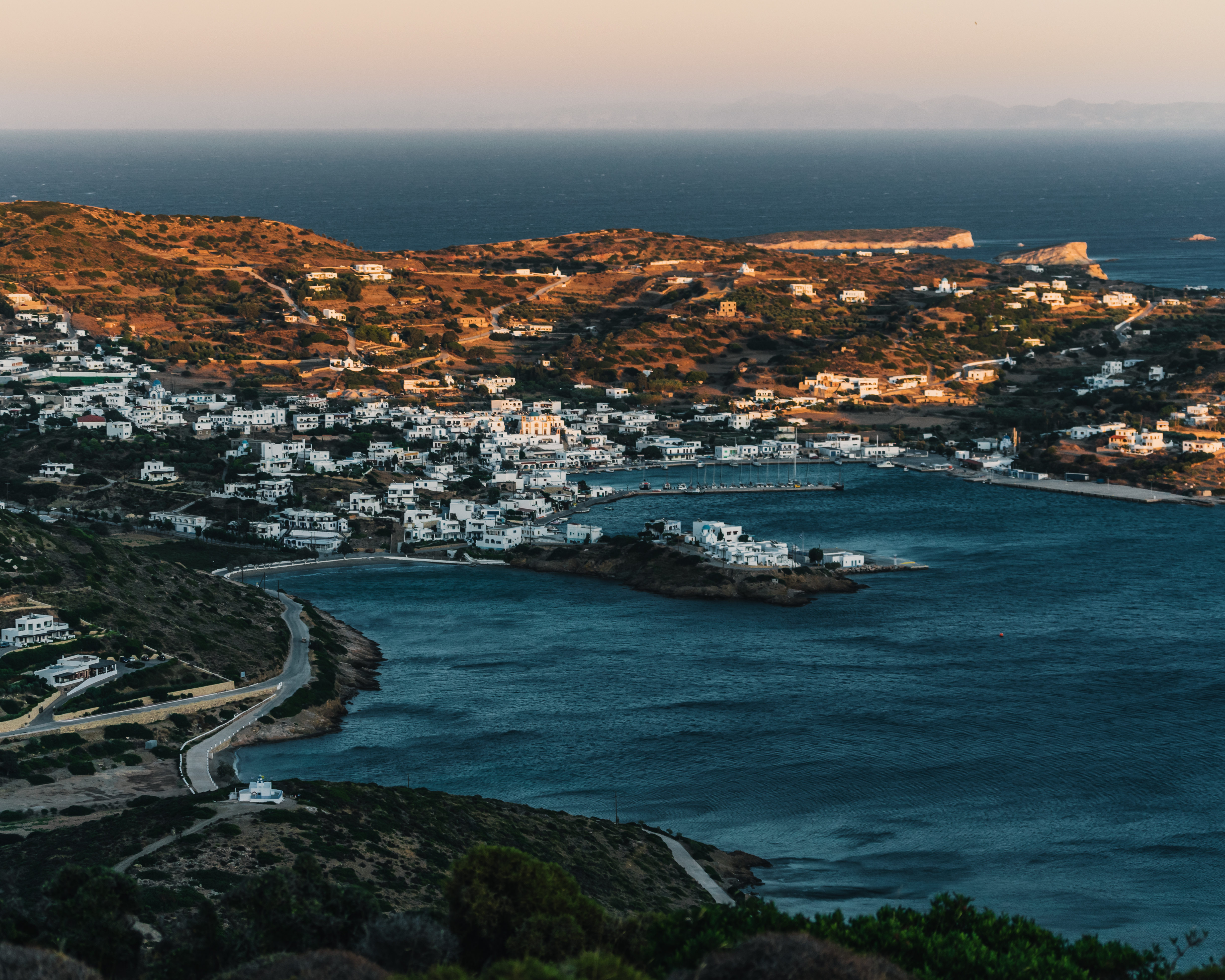
Vue panoramique de Lipsí.

## Tourisme
L'une des plages de sable les plus populaires est celles de Platis, dans une baie abritée à l'eau claire. 
Deux autres plages très fréquentées par les touristes sont Katsadia au sud (sable) et Koklakoura qui est une grande baie avec des galets. 

## Accès
De Lipsí, on peut se rendre quotidiennement à Patmos, Leros, Agathonisi, Kos, Samos et Rhodes.
Depuis 2015, 5 sources ont été reliées au réseau de distribution de l'eau de l'île. Quand il pleut suffisamment l'hiver, l'île parvient à être autonome en eau.